# Klucz jangrocki
Klucz jangrocki – powstały w XIV wieku klucz dóbr biskupstwa krakowskiego, zlokalizowany w Małopolsce, zarządzany przez starostę biskupiego, którego siedziba znajdowała się Jangrocie.
Klucz obejmował tereny o warunkach naturalnych mało sprzyjających produkcji rolnej. W okresie nowożytnym w jego skład wchodziły następujące miejscowości: Jangrot, Gołaczewy, Chełm, Sucha, Zarzecze (dzisiejsza Michałówka) oraz Mostek. Wieś Mostek znajdowała się poza zwartym obszarem klucza i oddzielona była od niego posiadłościami klasztoru Norbertanek w Imbramowicach (Porąbka i Glanów). Najpełniejszy obraz klucza jangrockiego przekazuje lustracja z 10 października 1789, dokonana w związku z przejęciem dóbr biskupich na własność państwa przez Sejm Czteroletni. W 1791 dobra klucza skarb państwa wydzierżawił kasztelanowi zawichojskiemu Józefowi Sołtykowi.

## Literatura
1. I. T. Baranowski: Materiały do dziejów wsi polskiej, Warszawa 1909.
2. Helena Madurowicz-Urbańska, Antoni Podraza: Régions économiques de Petite-Pologne Occidentale dans la deuxième moitié du XVIII-ième siècle, Zakł. Narodowy im. Ossolińskich, Wydawnictwo Polskiej Akademii Nauk, 1958.
3. Zdzisław Noga: Osadnictwo i krajobraz. Od schyłku średniowiecza po współczesność, wyd. Zarząd Zespołu Jurajskich Parków Krajobrazowych, 1997.